# Sabato, domenica e venerdì
Sabato, domenica e venerdì è un film a episodi, del 1979, diretto dai registi Sergio Martino, Pasquale Festa Campanile e Castellano e Pipolo.

## Trama

### Sabato

Lino Banfi ed Edwige Fenech in un fotogramma del 1º episodio

Nicola La Brocca è un ragioniere nella sede italiana di una grande azienda giapponese, la Zaikoto. Il capufficio con la scusa che egli è l'unico a conoscere l'inglese lo nomina addetto alle pubbliche relazioni per affibbiargli l'ingrato compito di accogliere l'ing. Tokimoto, rappresentante della multinazionale. L'ingegnere in realtà è una splendida giapponese che porta con sé l'urna funeraria del nonno a cui intende dare sepoltura. Il ragioniere non sta più nella pelle al pensiero di accompagnarla per tutto il weekend e si dimentica di Clelia, la fidanzata, che comincia a tempestarlo di telefonate insospettendosi sempre di più. La fidanzata gelosa fa di tutto per far saltare i piani del ragioniere, ma nonostante tutto, dopo il licenziamento Nicola sposa l'ing. Tokimoto ed apre un ristorante a Tokyo.

### Domenica
Mario Salvetti è un camionista che lavora per la ditta di trasporti Bonelli & Salvetti.  L'inquilina del piano di sopra, Enza, in seguito ad un tentativo di suicidio nella vasca da bagno sventato da Mario, gli chiede di fare la parte del novello sposo nei giorni durante i quali il padre e la madre, siciliani e tradizionalisti, la vengono a trovare. Infatti, il vero aspirante sposo non c'è: è sposato ed ha dei figli. Costretto a farsi passare per Camillo, Mario deve sopportare un gran numero di traversie per soddisfare la donna ed i suoi genitori, ostacolato da un sonno arretrato fuori del comune.

### Venerdì

Adriano Celentano in un fotogramma del 3º episodio

Mister Costantin è l'eccentrico impresario del famoso balletto di ragazze Les porte-bonheur (Ballet de Crazy Horse) che viaggia su un lussuoso jet privato, servito dal cameriere e dal tuttofare. La ribelle ballerina Jacqueline si innamora del gangster Fred ed intenderebbe sposarlo, ma Costantin è deciso nell'impedire che questo accada.